# Allocosa halei
Allocosa halei este o specie de păianjeni din genul Allocosa, familia Lycosidae. A fost descrisă pentru prima dată de Hickman, 1944.
Este endemică în Northern Territory. Conform Catalogue of Life specia Allocosa halei nu are subspecii cunoscute.